# Hugh Lett
Sir Hugh Lett, I baronetto (Waddingham, 17 aprile 1876 – Walmer, 19 luglio 1964), è stato un chirurgo britannico.

## Biografia
Era il figlio maggiore di otto del dottor Richard Alfred Lett, e di sua moglie, Bitia Appleford. Frequentò il Marlborough College e l'Università di Leeds per poi esercitare la professione di medico presso il Barts and The London School of Medicine and Dentistry dal 1896. Tornò a Leeds per laurearsi nel 1899 e divenne un membro del Royal College of Surgeons nel 1902.

## Carriera
Lavorò come medico presso il London Hospital diventando chirurgo nel 1915. Ha anche lavorato come docente di anatomia e chirurgia (1909-1912). Ebbe un particolare interesse per l'urologia e fu il responsabile del reparto genito-urinario dell'ospedale per molti anni. Nel 1905 pubblicò uno studio del trattamento del cancro al seno con asportazione delle ovaie, uno dei primi studi in questo campo. Allo scoppio della prima guerra mondiale, fu commissionato nel Royal Army Medical Corps e servì all'ospedale anglo-americano a Wimereux in Francia (1914-1915), l'ospedale di campo a Veurne nel 1915 e poi in Egitto. Si è dimesso dal suo incarico nel novembre del 1916 con il grado di maggiore.
Nel dicembre del 1934 si ritirò e nel 1941 venne nominato baronetto.

## Morte
Sposò Helen (Nellie) Browne, figlia del famoso chirurgo Sir Buckston Browne, nel 1906, ebbero tre figlie. Morì nella sua casa a Walmer, nel Kent.